# Золотая Нива (Омская область)
Золота́я Ни́ва — село в Оконешниковском районе Омской области. Административный центр Золотонивского сельского поселения.

## География
Расположено в 13 км к северо-западу от районного центра — посёлка Оконешниково, в 105 км от к востоку от областного центра — города Омска. В 19 км от села проходит федеральная автодорога М-51 «Байкал».

## История
Первые поселенцы появились на месте современного села летом 1895 года. Ими были крестьяне из Эстляндии, многие из которых не знали русского языка. Они добрались на поезде до станции «Калачинская», дальнейший путь держали на лошадях. Представители пяти семей достигли села Козяково (ныне рабочий поселок Оконешниково), но земли в этих местах крестьянам не понравились, так как были болотистыми. Крестьяне приняли решение возвращаться и на обратном пути выбрали место, на котором основали эстонское поселение, получившее название Золотая Нива. Место было высоким, окружённым лесами. В селе и сегодня живут потомки первых переселенцев, обосновавшихся здесь в 1895 году и в последующие годы, среди них: Виллы, Коткасы, Сарапы, Симпсоны, Педдеры, Пороварты, Удрасы.
По одной из версий, землемер, нарезавший земельные наделы, воскликнул: «А нива-то тут золотая!». Отсюда и пошло название села — Золотая Нива. Согласно другой версии, первый урожай, полученный крестьянами, был настолько богат, что поселение было названо Золотой Нивой.
Первоначально люди жили большим балаганом и осваивали пашню, позднее стали строить землянки. Первые дома были, как правило, бревенчатыми. Для их строительства использовались сосна или берёза. Брёвна не обтёсывались и были круглыми как снаружи дома, так и изнутри. Некоторые семьи ставили мазанки, их строили из досок, которые обмазывались смесью глины и соломы.
Первые годы были трудными: у людей не было денег и предметов первой необходимости. Помощь оказывали жители соседних хуторов: помогали продуктами, инструментами и другой необходимой утварью. Вскоре в деревне появился колодец, была построена баня. Жизнь в Золотой Ниве постепенно налаживалась. Основным занятием жителей были земледелие и скотоводство. Женщины ткали, вязали, пряли. Эстонские вязаные изделия отличались зелеными и красными цветочными узорами на чёрном фоне. В хозяйстве держали коров, лошадей, свиней, овец, для содержания которых строили хлева, конюшни и пригоны.
Сначала обучением грамоте детей занимались сами жители. В 1912 году государством были выделены средства в размере 4 600 рублей, на которые местными мастерами была построена двухэтажная школа.
В 1926 году была организована артель, в которую вошли несколько семей. Первым директором артели стал Сарап Юкку Густович. В начале 1930-х гг. появился колхоз «Эдази» (в переводе с эстонского — «Вперёд»). В 1934 году Карлом Петровичем Биркен в селе был заложен сад, ставший известным на всю страну, в 1956 году сад осматривал сам Н. С. Хрущёв.
Во время репрессий, которые коснулись и села Золотая Нива, в 1937 году был арестован и расстрелян в Омске первый председатель колхоза Юкку Густович Сарап (реабилитирован 1956.03.30 президиумом Омского облсуда, основание: за отсутствием состава преступления).
. В 1992 Учреждено акционерное общество открытого типа «Золотая Нива» В 1996 прошло перерегистрацию в открытое акционерное общество «Золотая Нива».

## Население
| 2002 | 2010  |
| ---- | ----- |
| 1402 | ↘1299 |